# Karvaly Gyula
Karvaly Gyula (Nagykikinda, 1874. május 29. – Budapest, 1962.) magyar építész.

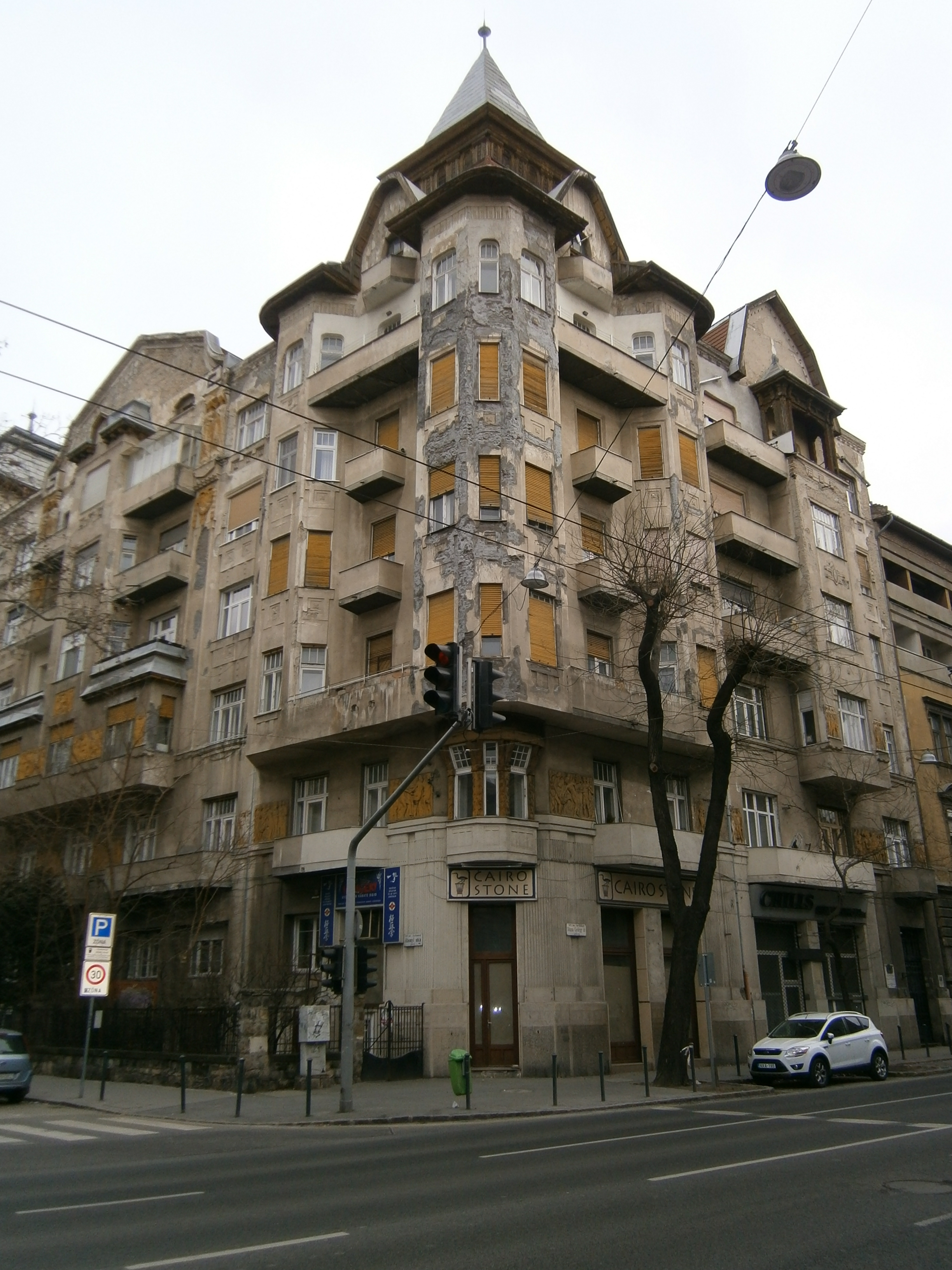
Goldmann-ház, Budapest

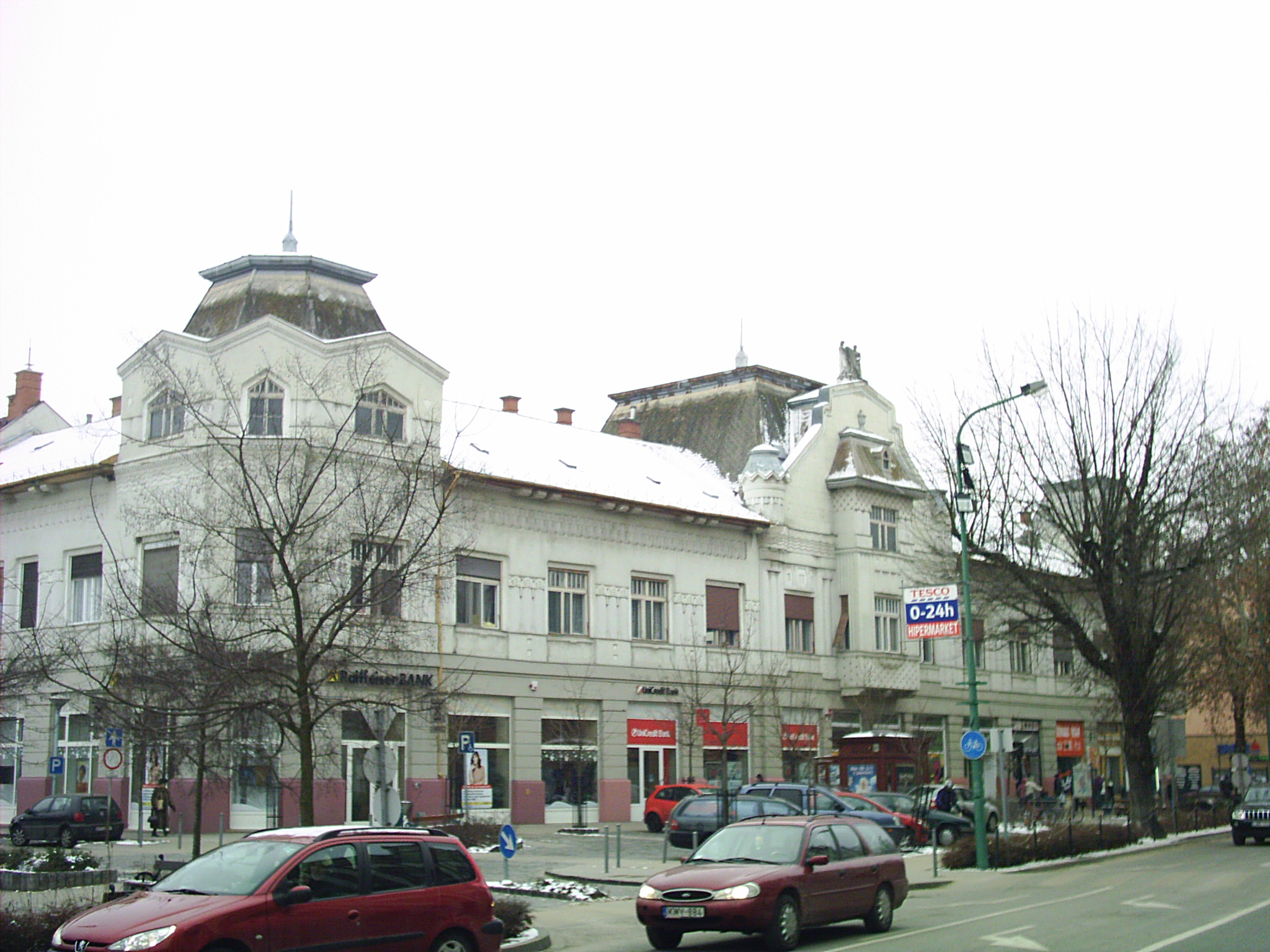
Közgazdasági Takarékpénztár, Kiskunfélegyháza

## Élete
Deutsch Adolf és Ehrendiener Betti fiaként született zsidó családban. 1896-ban szerzett oklevelet Bécsben. Ezt követően tanulmányutakon vett részt a Balkánon és az Oszmán Birodalomban. 1900-ban nyitott önálló irodát. Elsősorban többlakásos bérházakat és családi házakat tervezett, de részt vett több épület kivitelezésében. Ő volt a Wiener Bankverein magyar építésze is. Feltalálóként is ismerték, és több találmányát széles körben használták az építőiparban (vakológép, előre gyártott műhabarcs).
Jelentős alkotása a budapesti úgynevezett Goldmann-ház. A nagy méretű lakóépület épületszobrászati munkáit Maróti Géza tervezte meg. Az épület kapualjában magyar (Zsolnay) és bécsi gyártmányú kerámiadíszek találhatók.

## Ismert épületei
- 1905–1906: Hajcsi-ház, Budapest, Kertész u. 27.[6][7]
- 1910: Közgazdasági Takarékpénztár (Frank-ház), Kiskunfélegyháza, Mártírok útja 2.[4][8]
- 1911: Goldmann-ház, Budapest, Dózsa György út 17. / Abonyi utca 2.[4][9]
- 1912: lakóház, Budapest, Fehérhajó utca 12-14.[10]
- ?: kórház, Nagykikinda[4]